# 超忍者隊イナズマ!
『超忍者隊イナズマ!』（ちょうにんじゃたいイナズマ）は2006年6月21日に東映ビデオからリリースされたコメディタッチのオリジナルDVD。
ここでは、その続編である『超忍者隊イナズマ!!SPARK（ちょうにんじゃたいイナズマ・スパーク）』についても触れる。

## 超忍者隊イナズマ!
2006年6月9日レンタル開始、2006年6月21日発売。

### 概要
東映の時代劇撮影を行っている事で知られる東映太秦映画村30周年を記念し、近年関係を深めているスーパー戦隊シリーズスタッフと映画村が初めて本格的にタッグを組み、時代劇と特撮の融合をテーマに掲げ製作している。
『特捜戦隊デカレンジャー』や『魔法戦隊マジレンジャー』のキャストと製作者が多く参加している。

### あらすじ
ここは2076年。世界は人類究極の夢・タイムテレポートを遂に実現していた。
そんな時代のテレビ局「マジカルTV」に勤める、駆け出しの女性プロデューサー・ジュンは、厳格だが、どこか愛玩動物っぽいところもある編成局長・三島の命を受け、新米アシスタントの自称イケメンテレビマン・倉田宮と共に江戸時代へとタイムテレポートした。彼らはそこで、いわゆる素人出演系のバラエティ番組を収録するのだ。
ジュンたちは素人江戸庶民の中から手代・ビビリの細松、大工・スカシの寒吉、団子屋の娘・ドジっ娘のかぐやの三人をスカウト。彼らをその気にさせて、微妙にイケてない忍者風ヒーロー「超忍者隊イナズマ」に仕立て上げ、怪物を倒すべく、その修行と活躍（実はヤラセ）を面白可笑しい物語にしようと、あの手この手を使う。
そんな最中、江戸の街に突如化け物が出現するが、細松たちが憧れている、桔梗屋の若旦那・輝之助と、その妹・おいと、無口な用心棒・藤十郎に憑依していた。本物の化け物の出現にあわてふためくジュンをよそに、自分たちが強くなったと思いこんでいる細松たちは化け物たちに立ち向かっていく。
果たして、奇想天外ヒーロー物語の顛末や如何に？

### キャスト
- ビビリの細松/雷電：橋本淳
- スカシの寒吉/閃電：松本寛也
- ドジッ子だんご屋娘のかぐや/紫電：甲斐麻美
- 桔梗屋の若旦那・輝之助：市川洋介
- 若旦那の妹・いと：山内明日
- 用心棒・藤十郎：伊藤友樹
- 寺田ジュン：菊地美香
- 倉田宮敬直：載寧龍二
- 編成局長・三島：西田健
- 制作部長・山本：てるやひろし（WAHAHA本舗）
- 女宇宙刑事ベッピー：別府あゆみ
- 浪人：福本清三
- 若い娘：ホラン千秋
- ムシゴンの声：今村直樹

#### スーツアクター
- 雷電：大岩永徳
- 閃電：野々村仁
- 紫電：小野友紀
- 毒守宮 / ムシゴン：岡元次郎
- 女郎蜘蛛：太田雅之
- 蟷螂鬼：清家利一
- 稲田龍雄
- 奥深山新
- 大久保幸治
- 岸本康太

### テーマ曲
- 主題歌：『超忍者隊イナズマ!』 歌：水木一郎、コーラス：アップルパイ
- エンディングテーマ：『Thank you!』 歌：菊地美香・甲斐麻美・山内明日

### スタッフ
- プロデュース：塚田英明
- 脚本：荒川稔久
- 音楽：山下康介
- キャラクターデザイン：さとうけいいち
- 撮影：松村文雄
- 監督：渡辺勝也
- 助監督：加藤弘之
- 製作：東映太秦映画村

## 超忍者隊イナズマ!!SPARK
2007年7月13日レンタル開始、2007年7月21日発売。47分。

### 概要 (SPARK)
『超忍者隊イナズマ!』がオリジナルDVDとしては異例のヒット作となり、第2弾として制作された。2007年1月に製作が発表され、7月にDVDの発売とレンタルが開始された。出演者には新たに『轟轟戦隊ボウケンジャー』のキャストも加わった。
主題歌は堀江美都子が歌い、前作で主題歌を歌った水木一郎は本編中で熱唱している。

### あらすじ (SPARK)
時は2077年。「マジカルTV」では大ヒットした前作に気を良くし、続編となる特撮ヒーロー番組「超忍者隊イナズマ!! SPARK」を制作することになった。その作品で主役を務める新人女優・つばめは、父である編成局長・三島のコネによりキャスティングされた上、演技も致命的にダメ。さらに、困っている人を見るとほっとけない性分で、いつも現場を引っかき回してばかりな状況に倉田宮とジュンは頭を抱えていた。ジュンはつばめを呼び出し、テレポートルームで説教をしていたが、ジュンがその場を離れたわずかの間に、ふとしたアクシデントでつばめはタイムテレポートしてしまう。
江戸時代にやってきたつばめは、そこでどこか憂いを持つ忍者・ハヤテに出会い、彼に興味を抱く。一方、大名殺しを追っていた先代イナズマ・細松と寒吉の前に鎧武者が現れるが、彼らこそハヤテの亡き姉・ハヤブサの仇で、地球侵略を企む宇宙人だった。何とかハヤテの力になろうとするつばめだったが、先代イナズマは宇宙人の手に落ち、ハヤテは宇宙人と刺し違える覚悟で単身円盤に乗り込んだ。
果たしてつばめはこの危機を救えるのか。

### キャスト (SPARK)
- 三島つばめ/飛燕：山崎真実
- 忍者・ハヤテ：高橋光臣
- ビビリの細松/雷電：橋本淳
- 大工の寒吉/閃電：松本寛也
- 寺田ジュン：菊地美香
- 倉田宮敬直：載寧龍二
- くノ一・ハヤブサ / 北別府あゆみ子：別府あゆみ
- 常陸守：福本清三
- 大名：北村明男
- 幼少のハヤテ：渡邊亮仁
- 幼少のハヤブサ：中島瞳
- コーラス: 千都世（東映特撮BBガール）
- スル / 鎧武者A：沼田祐介
- メー / 鎧武者B：平野正人
- 編成局長・三島：西田健
- 水木昇竜斎：水木一郎

#### スーツアクター (SPARK)
前作で雷電役を務めた大岩永徳が出演できなかったため、本作品では清家利一が雷電役を務めた。
- 飛燕：小野友紀
- 雷電：清家利一
- 閃電：野々村仁
- スル / 鎧武者A：太田雅之
- メー / 鎧武者B：坂本隆

### テーマ曲 (SPARK)
- 主題歌：『超忍者隊イナズマ!! SPARK』 歌：堀江美都子、コーラス：シンガーズラボ・シスターズ
- 挿入歌：『超忍者隊イナズマ! 〜お江戸MIX〜』 歌：水木昇龍斎(水木一郎)、コーラス：焼林檎隊(アップルパイ)
- エンディングテーマ：『Thank you! 〜2007ジュンVer.〜』 歌：菊地美香

### スタッフ (SPARK)
- プロデュース：塚田英明
- 脚本：荒川稔久
- 音楽：山下康介
- キャラクターデザイン：さとうけいいち
- 撮影：松村文雄
- 監督：渡辺勝也
- 助監督：加藤弘之
- 製作：東映太秦映画村、東映チャンネル、東映ビデオ